# Archirileya femorata
Archirileya femorata är en stekelart som först beskrevs av Boucek 1952.  Archirileya femorata ingår i släktet Archirileya och familjen kragglanssteklar. Inga underarter finns listade.